# بي ان سي بارك
بي ان سي بارك هو ملعب للبيسبول يقع على الشاطئ الشمالي لبيتسبرغ ، بنسلفانيا . إنه الملعب الخامس لبيتسبرغ بايرتس.  اُفتتح خلال موسم MLB 2001 ، بعد الانهيار الخاضع للرقابة لملعب البايرتس السابق ، ملعب ثري ريفرز . يقع PNC Park شرق سابقتها مباشرة على طول نهر اليغيني مع إطلالة على أفق وسط مدينة بيتسبرغ . بُني بي ان سي بارك من الفولاذ والحجر الجيري ، ويتميز بسطح  من العشب الطبيعي ويتسع لـ 38747 شخصًا لممارسة لعبة البيسبول.

## نبذة
رُسمت خطط واستراتيجيات لبناء ملعب جديد لفريق القراصنة في عام 1991 لكنها لم تؤت ثمارها لمدة خمس سنوات. مول الملعب بالتعاون مع هينز فيلد ومركز ديفيد لورنس للمؤتمرات ، بتكلفة 216 مليون دولار ليبنى خلال 24 شهرًا ، أسرع من معظم الملاعب الحديثة. بُني بي ان سي بارك  على الطراز «الكلاسيكي القديم» المصمم على غرار الأماكن السابقة مثل ميدان فوربس في بيتسبرغ ، كما يتسم الملعب بميزات فريدة ، مثل استخدام الحجر الجيري في واجهة المبنى.  علاوة على ذلك يتصف الملعب بكونكورس على ضفاف النهر ودعامات السقف (نظام مثلثي من العناصر الهيكلية المترابطة بشكل مستقيم) الفولاذية ولوحة النتائج الضخمة خارج المدينة والمطاعم المحلية. حدثت تغيرات، كتسمية جسر الشارع السادس روبرتو كليمنتي اللاعب السابق للفريق تخليدًا لذكراه. بالإضافة إلى موسم البايرتس العادي والمباريات المنزلية لما بعد الموسم ، استضاف ملعب بي ان سي بارك أحداثًا رياضية أخرى ، بما في ذلك بطولة الدوري الرئيسي للبيسبول لعام 2006 والعديد من الحفلات الموسيقية.
اشترت بي ان سي للخدمات المالية حقوق التسمية في عام 1998 مقابل 30 مليون دولار على مدار 20 عامًا.   وتمتد اتفاقية حقوق التسمية حتى عام 2031.
يعتبر ملعب بي ان سي بارك  واحد من أفضل ملاعب الكرة في أمريكا بسبب موقعه وإطلالاته على أفق بيتسبرغ ونهر اليغيني وتصميمه الخالد وزوايا الملعب الواضحة من كل مقعد.   

## تاريخ

### التخطيط والتمويل
في 5 سبتمبر 1991 ، اقترحت عمدة بيتسبرغ صوفي ماسلوف ملعبًا جديدًا يتسع لـ 44000 مقعدًا لفريق بيتسبرغ بايرتس على الجانب الشمالي من المدينة.  تم تصميم ملعب ثري ريفرز ، منزل البيارتس وستيلرز في ذلك الوقت ، للوظائف بدلاً من «الهندسة المعمارية والجماليات».  تعرض موقع ملعب ثري ريفرز لانتقادات لكونه في جزء يصعب الوصول إليه من المدينة ، حيث يحدث ازدحام مروري قبل وبعد المباريات. ارتفعت أصوات حول ملعب كرة قدم جديد ، ولكن لم يتم النظر فيها بجدية حتى اشترى رجل الأعمال كيفين مكلاتشي الفريق في فبراير 1996. بالرغم من شراء McClatchy، كانت الخطط بشأن بقاء الفريق في بيتسبرغ غير مؤكدة. في عام 1996 ، خلف ماسلوف ، توم مورفي ، أنشأ «فوربس فيلد 2 فرقة عمل». مكونة من 29 القادة السياسيين ورجال الأعمال ، درس الفريق تحديات بناء ملعب كرة قدم جديد. تقريرهم النهائي ، الذي نُشر في 26 يونيو 1996 ، تم تقييمه 13 المواقع الممكنة. تمت التوصية بـ «موقع الجانب الشمالي» نظرًا لتكلفته المعقولة وإمكانية تطوير المنطقة المحيطة وفرصة دمج أفق المدينة في تصميم الاستاد.  الموقع الذي تم اختياره لملعب الكرة هو فقط من أعلى النهر من موقع منتزه اكسبوزيسن بارك الخاص بميدان البايرتس. 

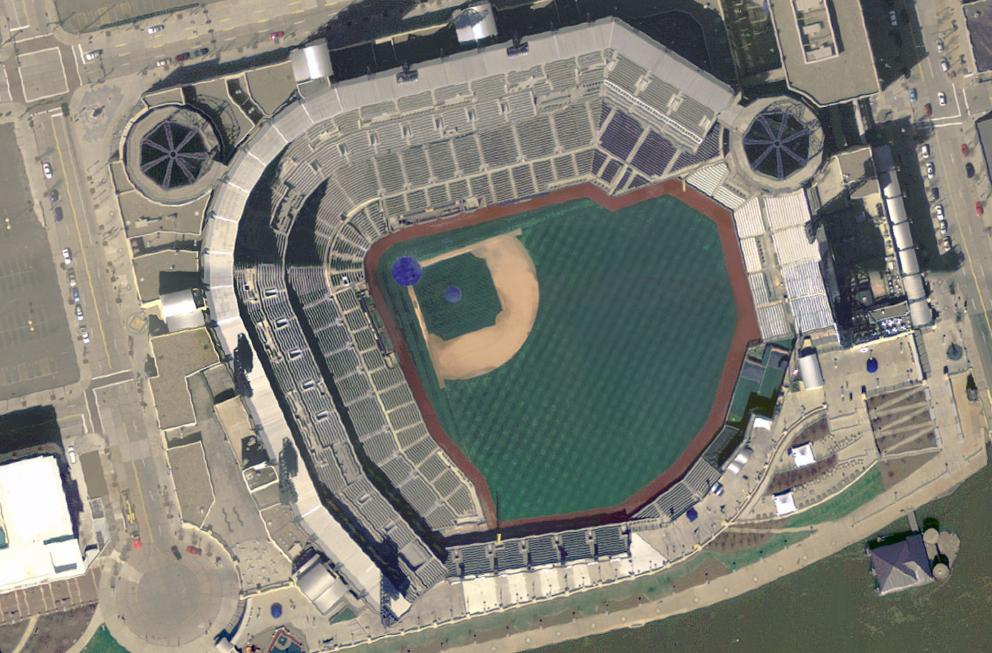
منظر جوي للمكان

بعد نقاش سياسي ، استخدم المال العام لتمويل PNC Park. في الأصل ، تم اقتراح زيادة ضريبة المبيعات لتمويل ثلاثة مشاريع:PNC Park ، Heinz Field (الملعب الحالي لـ ستيلرز) ، وتوسيع مركز ديفيد لورنس للمؤتمرات . ومع ذلك ، بعد رفض الاقتراح بشكل سليم في استفتاء عام 1997 المعروف باسم مبادرة النهضة الإقليمية ، وضعت المدينة خطةب. المثير للجدل ، كان الاقتراح البديل بعنوان «احتيال»(ب ) من قبل الخصوم. شعر بعض أعضاء منطقة الأصول الإقليمية في أليغني أن تعهد البايرتس بمبلغ 40 مليون دولار نحو الاستاد الجديد كان ضئيلاً للغاية ، بينما انتقد آخرون مبلغ الأموال العامة المخصصة للخطة ب. أطلق أحد أعضاء مجلس منطقة الأصول الإقليمية في أليغني على استخدام دولارات الضرائب «رعاية الشركات».   الخطة وبلغ مجموعها 809 مليون دولار أمريكي ، تمت الموافقة عليه من قبل مجلس إدارة منطقة الأصول الإقليمية في أليغني في 9 يوليو 1998 - بمبلغ 228 مليون دولار مخصصة لملعب PNC.  بعد فترة وجيزة من الموافقة على الخطة ب ، عقد البايرتس صفقة مع مسؤولي مدينة بيتسبرغ للبقاء في المدينة حتى عام 2031 على الأقل 
وكان هناك شعور عام لدى الجماهير بأن البايرتس أطلقوا على الملعب اسم لاعب الدفاع السابق روبرتو كليمنتي . ومع ذلك ، اشترت شركة (بي ان سي للخدمات المالية) PNC Financial Services  المحلية حقوق تسمية الملعب في أغسطس 1998.   وفقًا للاتفاقية ، سيدفع بنك PNC للبايرتس حوالي 2 دولار مليون كل عام حتى عام 2020 ، ولديها أيضًا فرع PNC كامل الخدمات في الملعب.  بلغت التكلفة الإجمالية لـ PNC Park 216 دولارًا مليون.   بعد وقت قصير من الإعلان عن صفقة حقوق التسمية ، أعادت مدينة بيتسبرغ تسمية جسر الشارع السادس بالقرب من الركن الجنوبي الشرقي من موقع الحديقة باسم جسر روبرتو كليمنتي كحل وسط للمشجعين الذين أرادوا تسمية الملعب باسم كليمنتي.

### التصميم والبناء
صممت Populous ومقرها مدينة كانساس سيتي (ثم HOK Sport) ، والتي صممت العديد من ملاعب كرة القدم الرئيسية الأخرى في أواخر القرن العشرين وأوائل القرن الحادي والعشرين.  يتألف فريق إدارة التصميم والبناء من شركة ديك وبارتون مالو.  تم بذل جهد في تصميم PNC Park لتحية ملاعب الكرة الأخرى «ذات الطراز الكلاسيكي» ، مثل فانواي بارك و ريجلي فيلد و فوربس فيلد في بيتسبرغ. تصميم مداخل الملعب ، وأعمال الجمالون الفولاذية ، ومعايير الإضاءة هي نتائج هذا الهدف. كان PNC Park أول ملعب كرة قدم من طابقين يتم بناؤه في الولايات المتحدة منذ افتتاح ملعب مقاطعة ميلووكي في عام 1953 .   تتميز الحديقة بمقاس 24 × 42 قدم (7.3 في 12.8 م) SonyJumboTron ، المصحوبة بأول لوحات فيديو LED على الإطلاق في ملعب MLB خارجي.  PNC Park هو أول ملعب يتميز بلوحة النتائج خارج المدينة مع النتيجة ، الشوط ، عدد الرافضين ، والعدائين الأساسيين لكل لعبة أخرى يتم لعبها حول الدوري. تم تعطيل لوحة النتائج خارج المدينة لموسم 2022 واستبدالها بالإعلانات.

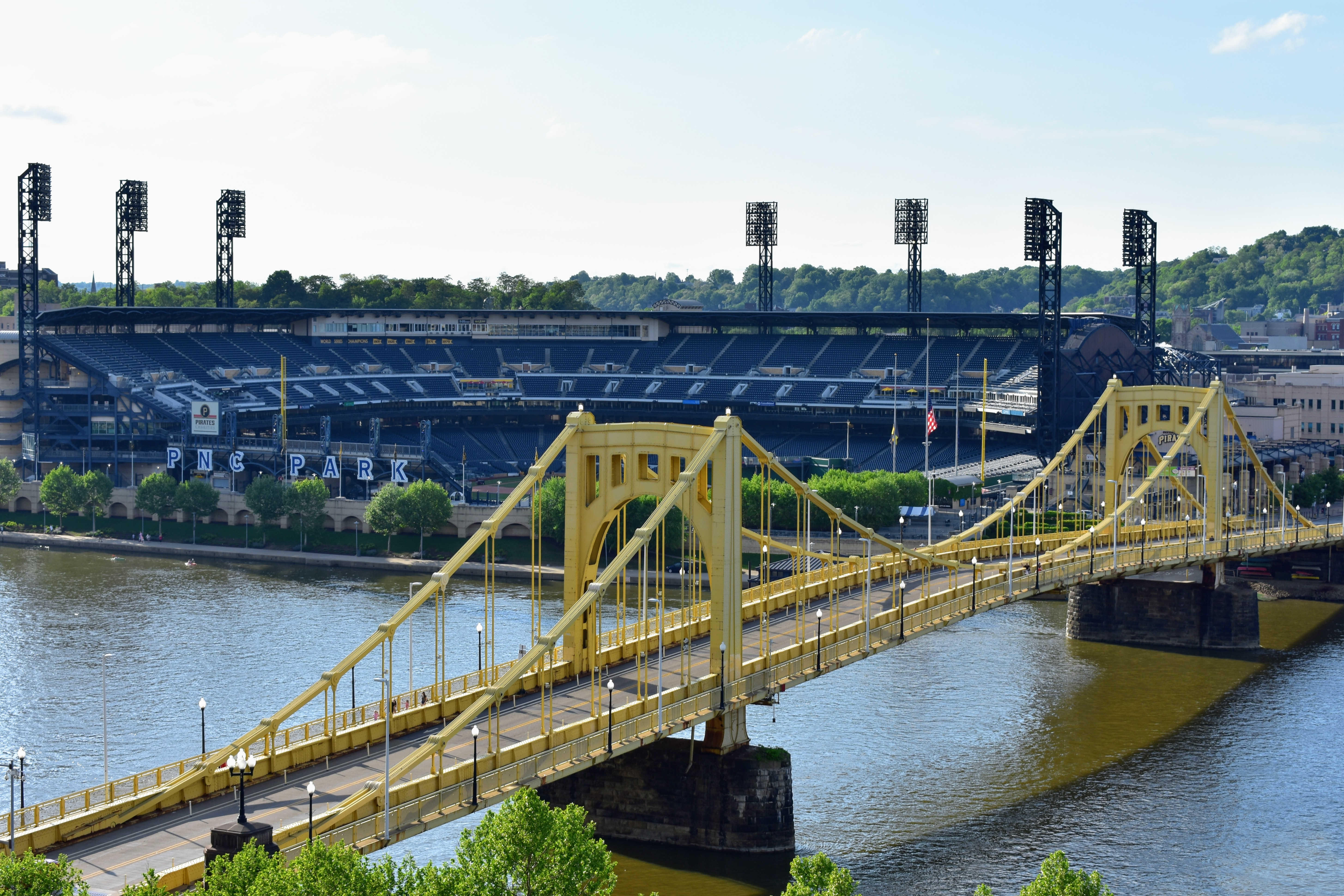
ydv اسم جسر 6 ستريت إلى جسر روبرتو كليمنتي تكريما للبايرتس السابق.

تم وضع حجر الأساس لـ بي ان سي بارك في 7 أبريل 1999 ،  بعد حفل لتعميد جسر روبرتو كليمنتي الذي أعيد تسميته حديثًا. كجزء من الخطط الرئيسية لخلق تجربة ممتعة للجماهير ، يتم إغلاق الجسر أمام حركة مرور المركبات في أيام اللعبة للسماح للمشاهدين بركن سيارتهم في المثلث الذهبي في بيتسبرغ والسير عبر الجسر إلى الاستاد.  تم بناء PNC Park بالحجر الجيري كاسوتا الذي يتم شحنه من وادي نهر مينيسوتا ، على عكس القواعد المبنية من الطوب في الملاعب الحديثة الأخرى. تم تصنيع الفولاذ الخام الأمريكي الصنع لملعب كرة القدم في براونزفيل ، بنسلفانيا من قبل فيلهلم وكروس. استغرق بناء الملعب 24 شهرًا - في وقت الإنشاء ، أسرع بثلاثة أشهر من أي ملعب كرة قدم آخر في الدوري الرئيسي - ولعب البايرتس مباراتهم الأولى بعد أقل من عامين من انطلاقهم. تم الانتهاء من البناء السريع باستخدام أجهزة كمبيوتر خاصة ، والتي نقلت خطط البناء إلى بناة 24 ساعة في اليوم.  بالإضافة إلى ذلك ، كل 23 وقعت النقابات العمالية المشاركة في البناء على ميثاق لن يضربوه أثناء عملية البناء.  نتيجة لمشاركة النقابة والاهتمام بلوائح السلامة ، تلقى مدير البناء ، شركة ديك ، جائزة الجدارة لممارسات السلامة من إدارة السلامة والصحة المهنية.

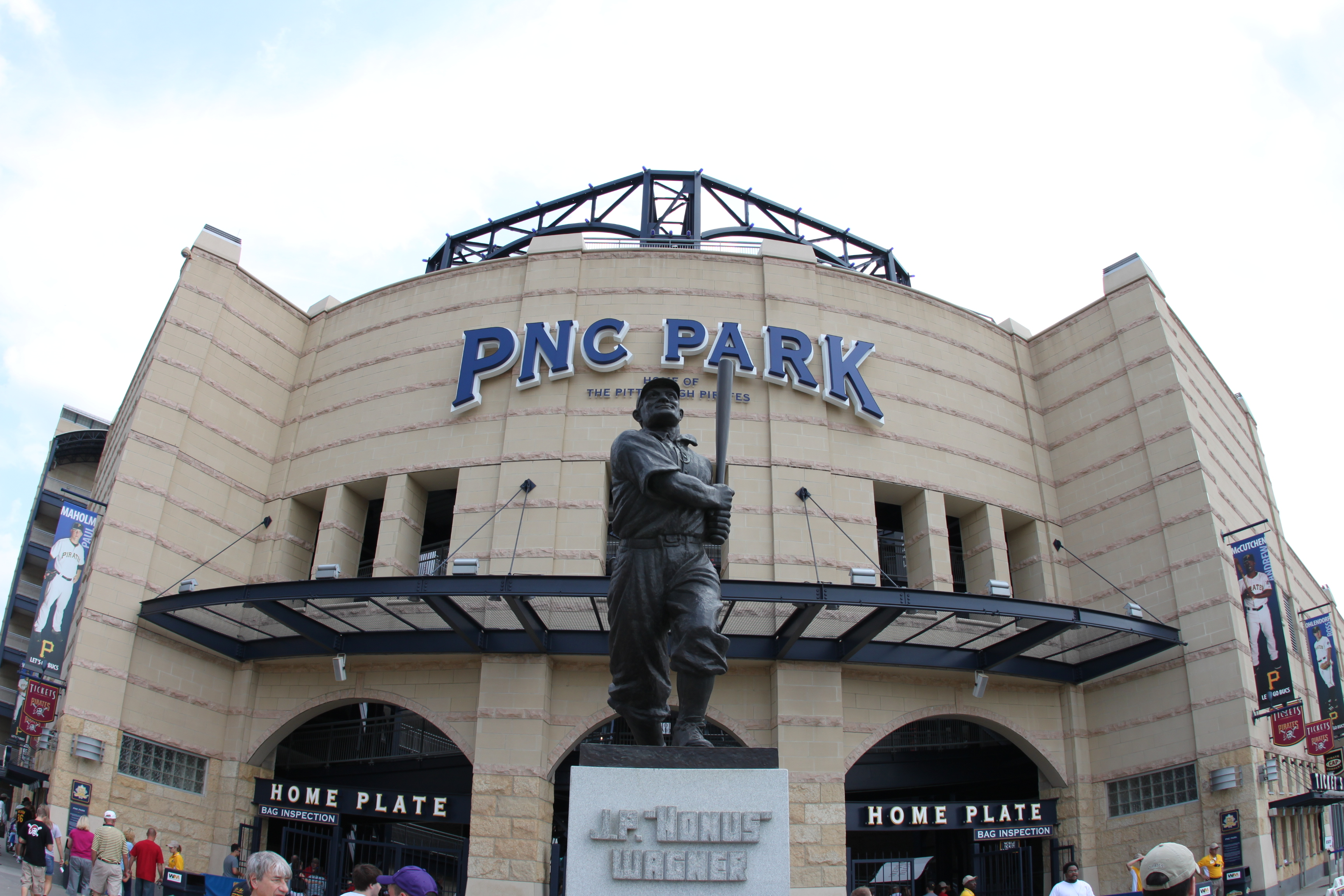
الجزء الخارجي من الحجر الجيري للحديقة عند مدخل اللوحة الرئيسية ، مع تمثال هونوس واجنر

تماثيل قاعة مشاهير البايرتس هونوس واجنر وروبرتو كليمنتي وويلي ستارجيل وبيل مازيروسكي موضوعة في نقاط مختلفة خارج بي ان سي بارك. كانت تماثيل Wagner و Clemente موجودة سابقًا خارج ملعب ثري ريفرز ، وبعد انفجار المكان ، تمت إزالة التمثالين من موقعهما وتجديدهما ونقلهما خارج بي ان سي بارك. كُشف عن تمثال فاجنر في الأصل في فوربس فيلد في عام 1955.  قاعدة تمثال كليمنتي على شكل ماسة بيسبول ، مع الأوساخ من ثلاثة من الحقول التي لعبها كليمنتي في - سانتورسي فيلد في كارولينا ، وبورتوريكو ، وفوربس فيلد ، وملعب ثري ريفرز - في كل قاعدة. في 1 أكتوبر 2000 ، بعد المباراة النهائية في ملعب ثري ريفرز ، طرد ستارجيل الملعب الاحتفالي الأخير. تم تقديم نموذج للتمثال الذي كان سيقام على شرفه خارج حديقة بي ان سي بارك. كذلك ُكشف عن التمثال رسميًا في 7 أبريل 2001 ؛ ومع ذلك ، لم يحضر Stargell بسبب مشاكل صحية وتوفي بسبب سكتة دماغية بعد يومين.  تمت إضافة تمثال لبيل مازيروسكي عند مدخل الحقل الأيمن ، في الطرف الجنوبي من طريق Mazeroski ، خلال موسم 2010 . كانت هذه الذكرى الخمسين لبطولة البايرتس العالمية لعام 1960 ، والتي انتزعها Mazeroski من خلال جولة في لعبة Game 7 في ملعب Forbes Field. تم تصميم التمثال نفسه بناءً على هذا الحدث.

### الافتتاح والاستقبال

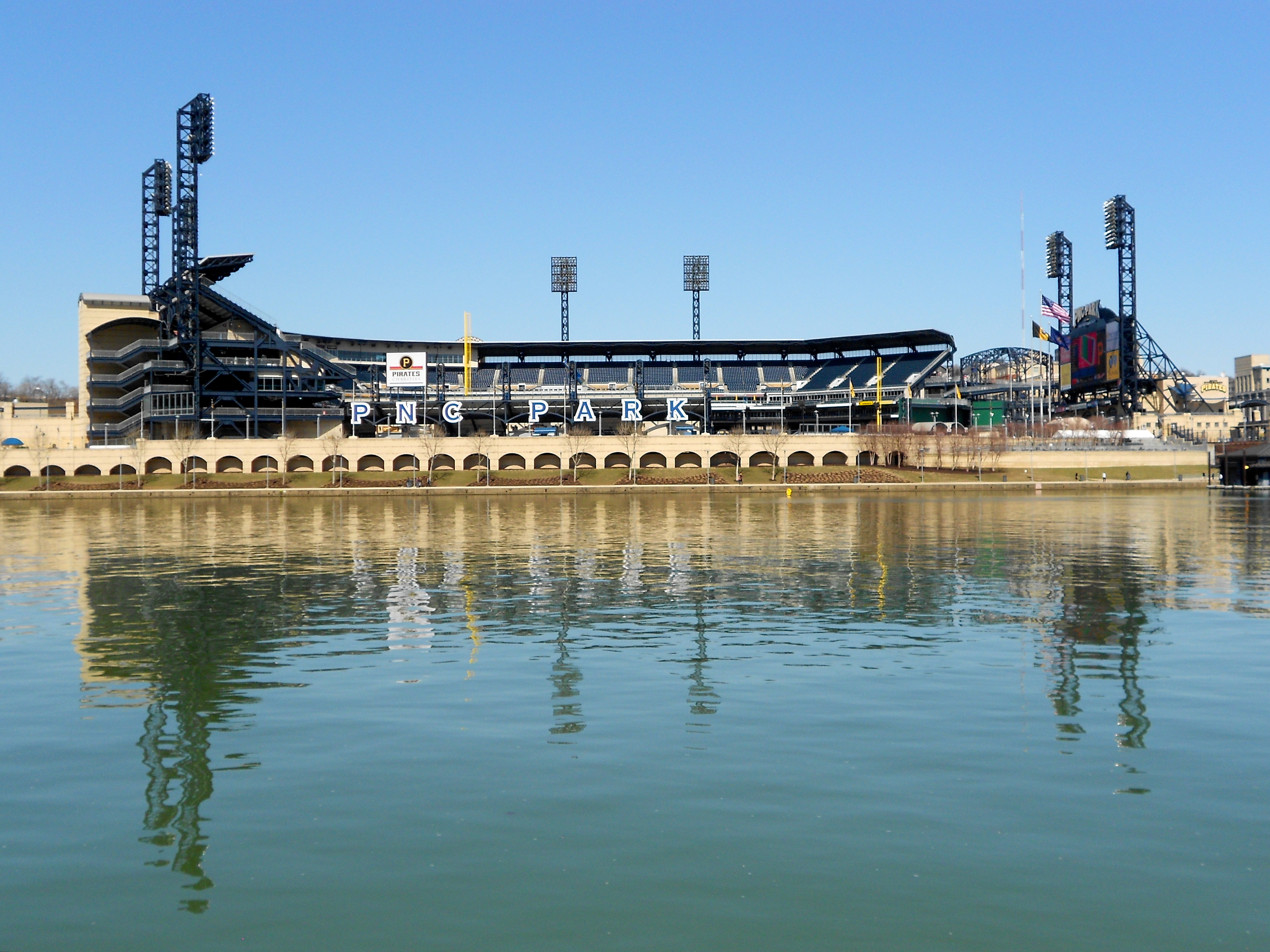
منظر لملعب بي ان يب بارك من وسط مدينة بيتسبرغ عبر نهر أليغيني

افتتح بايرتس بي ان سي بارك بمباراتين استعراضيتين ضد فريق نيويورك ميتس - تم لعب أولهما في 31 مارس 2001. كانت أول لعبة بيسبول رسمية لعبت في بي ان سي بارك بين سينسيناتي ريدز و البايرتس ، في 9 أبريل 2001. فاز فريق الريدز بالمباراة بنتيجة 8-2. أول رمية - كرة - ألقيت من تود ريتشي لاعب بيتسبرغ إلى باري لاركين . في الجزء العلوي من الشوط الأول ، كان شون كيسي ، مواطن بيتسبرغ ، على أرضه ، أول ضربة في المتنزه. ضرب ضارب القراصنة الأول ، أدريان براون ؛ ومع ذلك ، في وقت لاحق في الشوط الفردي جيسون كيندال - الضربة الأولى من قبل قرصان في ملعبهم الجديد. 
بلغ متوسط حضور PNC Park 30742 شخصًا لكل لعبة طوال الموسم الافتتاحي ،  على الرغم من أنه سينخفض بنسبة 27٪ تقريبًا في الموسم التالي إلى 22،594 متفرجون في المباراة الواحدة. طوال موسم 2001 ، أشارت الأعمال التجارية في وسط المدينة وفي الجانب الشمالي من بيتسبرغ زيادة بنسبة 20-25٪ في الأعمال في أيام ألعاب البايرتس.
صرح نائب رئيس فريق البايرتس ، ستيف جرينبيرج ، «قلنا عندما بدأ البناء أننا سنبني أفضل ملعب كرة قدم في لعبة البيسبول ، ونعتقد أننا فعلنا ذلك.»  وقال المدير التنفيذي لدوري البيسبول بول بيستون إن الحديقة كانت «أفضل ما شاهده حتى الآن في لعبة البيسبول».  قال العديد من العمال الذين بنوا الحديقة إنها كانت أجمل ما رأوه.  جيسون كيندال ، صائد بيتسبرغ عند افتتاح الحديقة ، أطلق على PNC Park اسم «أجمل ملعب في اللعبة». تم استخدام عناصر مختلفة من PNC Park في تصميم سيتي فيلد في نيويورك.

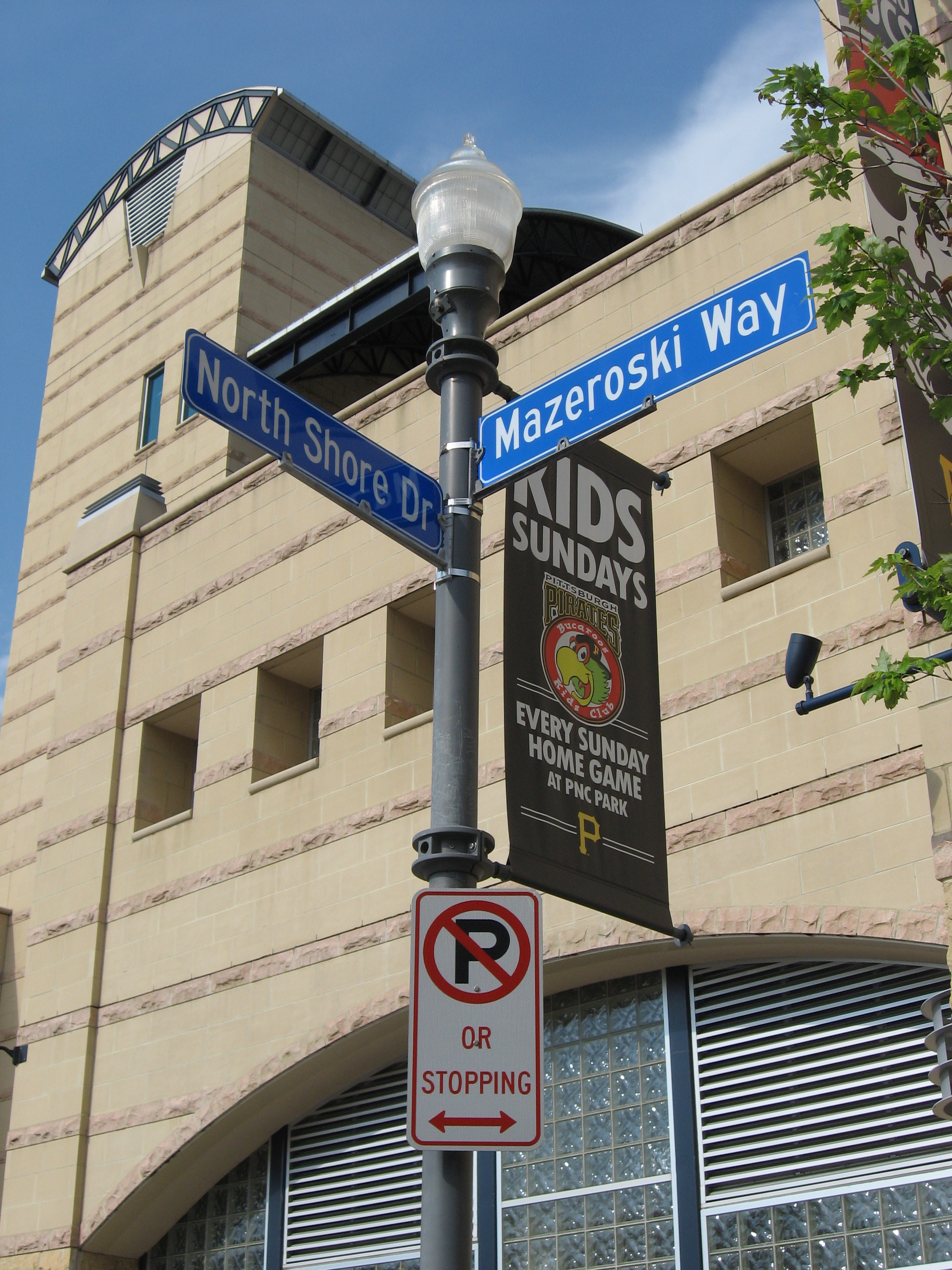
تم تسمية الطريق Mazeroski Way المجاور للقرصان السابق Bill Mazeroski.

عند افتتاح بي ان سي بارك في عام 2001 ، أشاد المشجعون ووسائل الإعلام على حد سواء. صنف كاتب ESPN.com جيم كابلي بي ان سي بارك كأفضل ملعب في دوري البيسبول الرئيسي ، برصيد 95 من أصل 100. قارن كابلي الحديقة بمنتزه فرانك لويد رايت الشلالات ، واصفًا الاستاد نفسه بأنه «مثالي» ، مشيرًا إلى ارتفاع أسعار التذاكر باعتباره الجانب السلبي الوحيد لزيارة المتنزه.  وصف Jay Ahjua ، مؤلف كتاب Fields of Dreams: A Guide to Visiting and enjoying All 30 Major Ballparks ، PNC Park بأنه أحد «أفضل عشرة أماكن لمشاهدة اللعبة». قال إريك إندرز ، مؤلف كتاب Ballparks Then and Now والمشارك في تأليف Big League Ballparks: The Complete Illustrated History ، إنه «كل شيء يمكن أن يأمل ملعب البيسبول أن يكون عليه» و «منافسًا فوريًا على لقب أفضل ملعب بيسبول تم بناؤه على الإطلاق.». في عام 2008 ، صنفت مينز فيتنس الحديقة على أنها واحدة من «10 متنزهات دوري كبيرة تستحق المشاهدة هذا الصيف».   أشارت قائمة غير مصنفة لعام 2010 لـ «أفضل 7 حدائق في أمريكا» نشرتها ABC News إلى أن PNC Park «تجمع بين أفضل ميزات ملاعب الكرة بالأمس - الممرات المقنطرة الإيقاعية ، والجسور المعدنية الفولاذية وملعب العشب الطبيعي - مع أحدث وسائل الراحة والراحة للمعجبين واللاعبين». في عام 2017 ، صنفته لجنة من الكتاب الرياضيين في واشنطن بوست على أنها ثاني أفضل ملعب في MLB.  مقال نُشر في عام 2018 في باراد أطلق عليه اسم PNC Park «جوهرة الألغيني».

### التعديلات
تم تقديم معرض لتكريم فرق البيسبول في الدوري الزنجي في بيتسبرغ في عام 2006. يقع العرض عند مدخل الملعب الأيسر ، ويضم تماثيل لسبعة لاعبين تنافسوا على هومستيد جراز و بيتسبرغ كروفوردز في المدينة ، بما في ذلك جوش جيسون وسيتشل بيج . يشمل المعرض أيضًا مسرح Legacy Theatre ، وهو مرفق يتسع لـ 25 مقعدًا يعرض فيلمًا عن تاريخ بيتسبرغ مع البطولات الزنجية. تبرع The Pirates بالتماثيل لمؤسسة Josh Gibson Foundation في عام 2015.

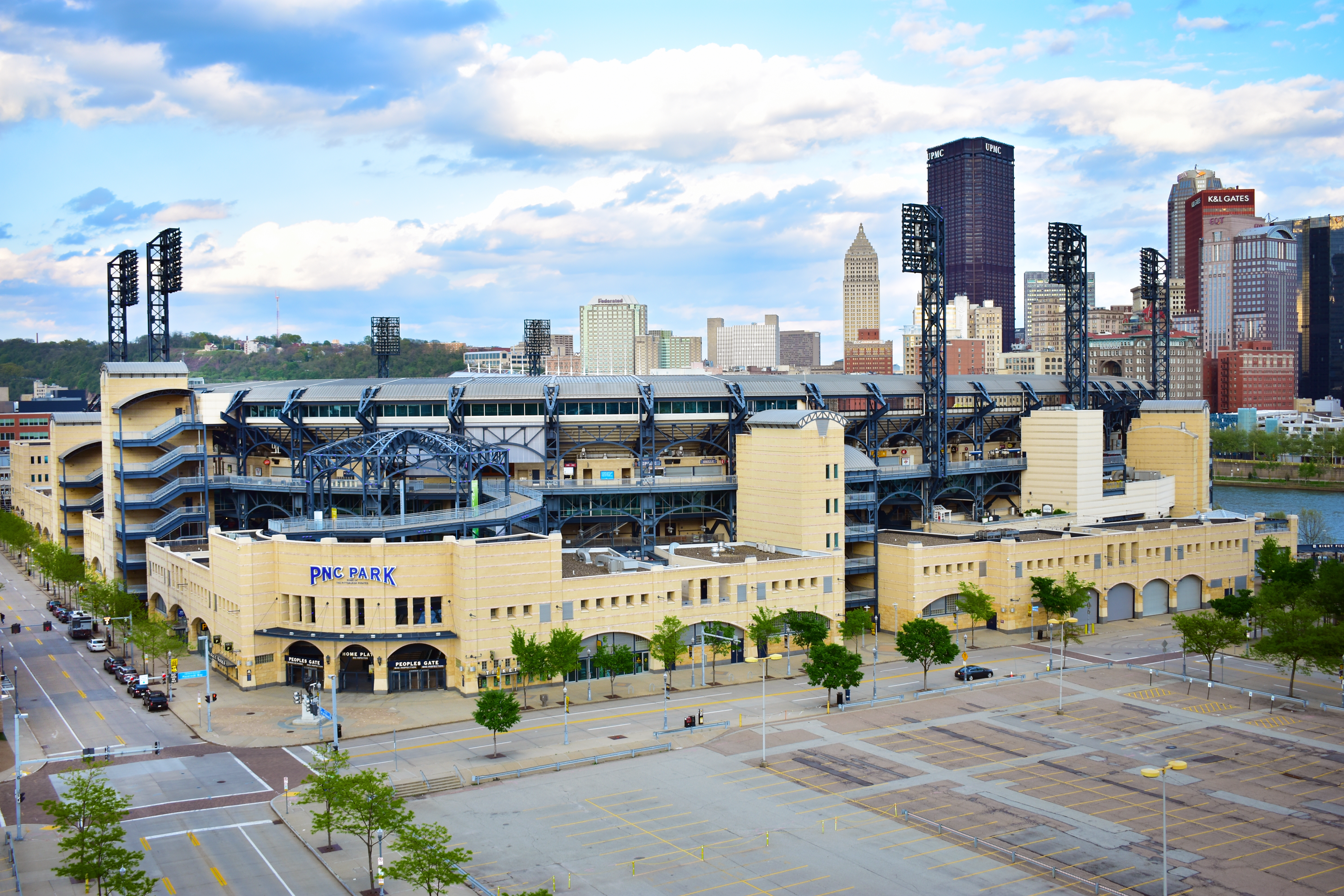
المظهر الخارجي لـبي ان سي بارك في مايو 2020

في عام 2007 ، أصدرت مقاطعة أليني حظرًا على التدخين في معظم الأماكن العامة ، مما جعل PNC Park خالية تمامًا من التدخين. قبل موسم 2008 ، أجرى البايرتس تعديلات متعددة على PNC Park. كان التغيير الأكبر هو إزالة آوت باك ستيك هاوس الموجود في أكشاك الحقل اليسرى ، وإضافة مطعم جديد يُعرف باسم نادي قاعة المشاهير. على عكس سابقتها ، فإن نادي قاعة المشاهير مفتوح لجميع حاملي التذاكر في أيام اللعبة ؛  يشتمل على فناء في الهواء الطلق مع حانة ومقاعد تطل على الميدان. تقدم فرقة The Pirates فرقًا في The Hall of Fame Club بعد الانتهاء من بعض الألعاب المختارة — كان الأداء الأول من قبل Joe Grushecky و Houserockers .  كما أعلن The Pirates عن برنامج لجعل الحديقة أكثر صداقة للبيئة ، من خلال دمج «مبادرات التخضير وممارسات الأعمال المستدامة والتوعية التعليمية». بالإضافة إلى ذلك ، تم تجهيز أقسام النادي والأجنحة بأجهزة تلفزيون جديدة. 
في عام 2012 ، كانت «ربطة عنق بدويايزر» 5,000 قدم مربع (460 م2)   تمت إضافة شريط وصالة يقعان في الزاوية اليمنى من الملعب. يشتمل القسم على مقاعد موقوتة جنبًا إلى جنب مع مناطق للمجموعات وعامة الناس. وكان من المتوقع أن تكلف هذه الإضافة حوالي مليون دولار. بالنسبة لموسم 2015 ، تم إجراء العديد من الإضافات إلى المتنزه لتجربة أفضل للمعجبين. إحدى الإضافات إلى الحديقة هي شرفة الحقل الأيسر. يتألف من مستويين لغرفة الوقوف ، 250 قدم (76 م) قضبان المشروبات. يملأ التراس الفجوة بين المدرجات الموجودة على اليسار ونادي Rivertowne Brewing Hall of Fame وهو مفتوح لأي معجب لديه تذكرة. تشمل الإضافة الأخرى فناءً خارجيًا جديدًا يطل على الميدان المركزي ، بجوار التراسات مباشرةً. يُعرف الفناء الآن باسم «الشرفة». يتميز The Porch بطاولات بار ومقاعد خارجية على طراز الأرائك وتتسع لمجموعات من 25 شخصًا. من بين الإضافات الأخرى لموسم 2015: The Corner ، وهو عبارة عن بار كامل الخدمات يقع في قاعدة القاعة المستديرة اليسرى مع تسعة أجهزة تلفزيون بشاشات مسطحة ؛ بار التراس ، وهو عبارة عن بار يعمل بكامل طاقته للجماهير في الردهة العلوية ؛ و Pirates Outfitters ، وهو متجر بضائع إضافي يقع بجوار مدخل لوحة المنزل. دفع القراصنة جميع تكاليف الإضافات إلى الحديقة.

## أحداث بارزة

### البيسبول

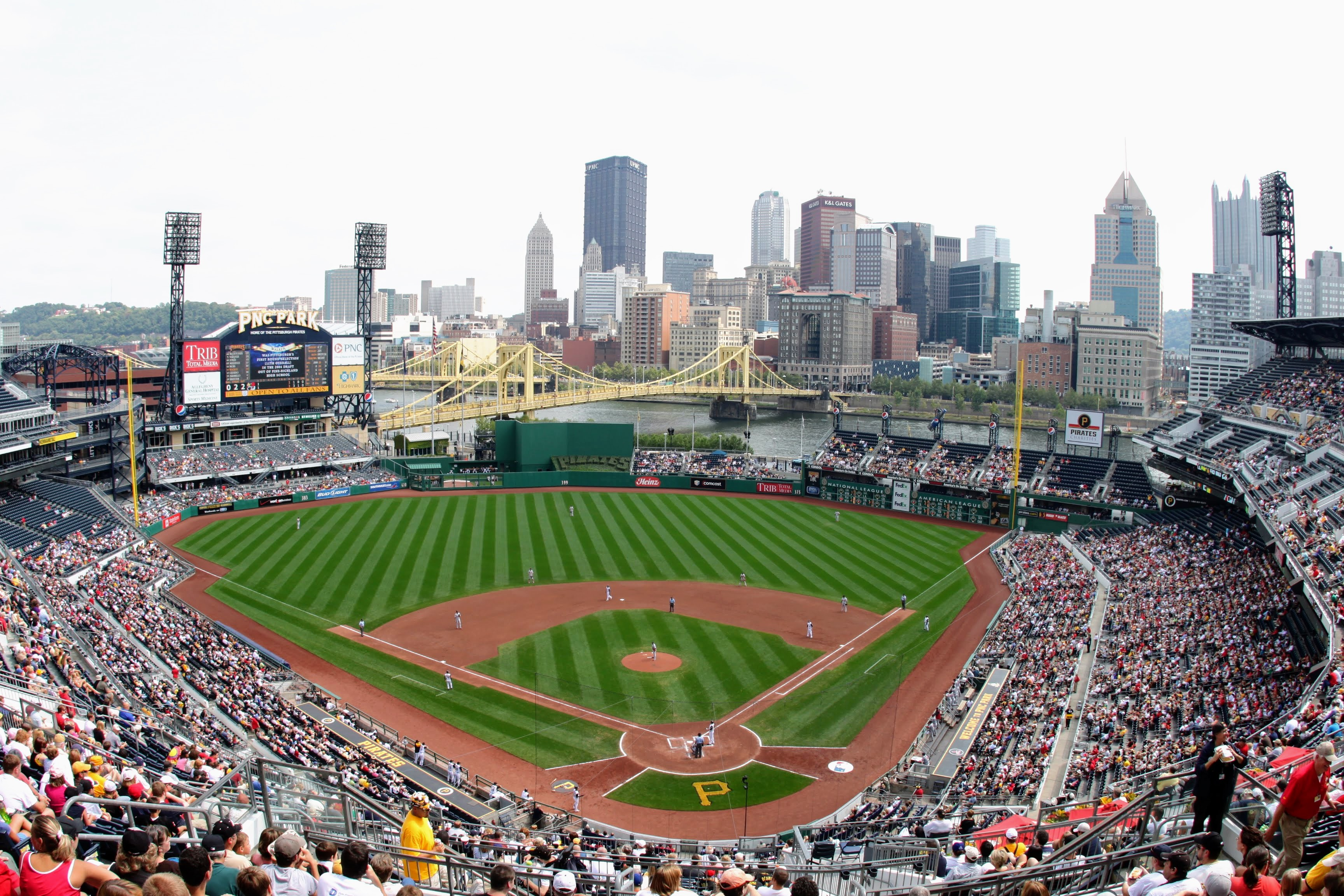
استضاف PNC Park لعبة في عام 2009

تخطيطي PNC Park

استضاف بي ان سي بارك   لعبة البيسبول كل النجوم السابعة والسبعين في 11 يوليو 2006. هزمت الرابطة الأمريكية الرابطة الوطنية 3-2 ، إذ بلغ عدد الحضور 38904. أول لعبة كل النجوم في بي ان سي بارك، كانت اللعبة الخامسة لكل النجوم التي يتم استضافتها في بيتسبرغ ، والأولى منذ 1994. خلال المباراة ، تم تكريم لاعب البايرتس الراحل روبرتو كليمنتي بجائزة الإنجاز التاريخي للمفوض ؛ حضرت زوجته ، فيرا ، نيابة عنه. استضاف الملعب ديربي هوم ران مساء اليوم السابق. وفاز باللقب رايان هوارد من فيلادلفيا فيليز. خلال الديربي ، حققوا هوارد وديفيد أورتيز الانتصار.
في 28 سبتمبر 2012 ، شهدت ملعب بي انسي بارك أول ضربة لها عندما لم يضرب رامي فريق ريدز هومر بيلي القراصنة ، 1-0. لم يشهد بي ان سي بارك بعد لعبة غير ضاربة أو مثالية ألقاها قرصان.
في 1 أكتوبر 2013 ، استضاف فريق بايرتس فريق سينسيناتي ريدز في 2013 الدوري الوطني وايلد كارد . كانت هذه هي المرة الأولى التي تُلعب فيها مباراة فاصلة في بي ان سي بارك. انتصر فريق البايرتس بنتيجة 6-2 ، وهو أول فوز لهم بعد انتهاء الموسم منذ عام 1992 ، أمام حشد قياسي بلغ 40629 متفرجًا. كما تم لعب مباريات 2014 و 2015 الدوري الوطني وايلد كارد في بي ان سي بارك.
في 20 يوليو 2020 ، أفيد أن البايرتس كانوا يستكشفون عرض استخدام بي ان سي بارك كملعب مؤقت لـ تورونتو بلو جايز لموسم MLB 2020 ، حيث لم يتمكن الفريق من الحصول على تصريح من الحكومة الكندية للعب في روجرز بموجب قيود السفر الصادرة بسبب وباء فابروس كورورنا . عمل المدير العام الحالي للفريق شير ينجتون سابقًا في بلو جايز قبل أن يتم تعيينه من قبل البايرتس.  في 22 يوليو 2020 ، تم رفض تصريح تورنتو بلو جايز للعب ألعاب منزلية في بي ان سي بارك من قبل وزيرة الصحة بولاية بنسلفانيا الدكتورة راشيل ليفين وحاكم ولاية بنسلفانيا توم وولف.

### كلية البيسبول
تم لعب أول لعبة بيسبول جماعية في بي ان سي بارك في 6 مايو 2003 ، بين بيتسبرغ بانثر و دوكين ديوكس ، وهو التنافس الذي تمت الإشارة إليه باسم City Game. فاز دوكين 2-1. ومع ذلك ، نظرًا لقرار Duquesne بحل برنامج البيسبول الخاص بهم بعد موسم 2010 ، انتهت السلسلة بين المدرستين. انتهت سلسلة PNC Park City Game لصالح بيتسبرغ ، من أربع مباريات إلى اثنتين ، مع إلغاء لعبة 2007 بسبب الظروف الميدانية السيئة.  

### حفلات
استضاف بي ان سي بارك العديد من الحفلات الموسيقية ، بما في ذلك Bruce Springsteen و The E Street Band وJason Aldean وBilly Joel وThe Rolling Stones وPearl Jam وJimmy Buffett و Me First و Gimme Gimmes و Dave Matthews Band و Ed Sheeran وZac Brown Band وميتاليكا .

### فيلم
كان الملعب بمثابة موقع لأفلام She's Out of My League (2010) و Abduction (2011) و Jack Reacher (2012) و Sweet Girl (2021).

### أحداث أخرى
استضاف ملعب بي ان سي بارك العديد من التدريبات على الإخلاء والرد ، والتي يمكن استخدامها في حالة وقوع هجوم إرهابي . وضع أعضاء من وزارة الأمن الداخلي الأمريكية أسس التدريبات الأولية في فبراير 2004. في مايو 2005 ، 5000 المتطوعين شاركوا في $ 1 مليون تمرين إخلاء شمل تفجيرات وهمية. كان الهدف من التمرين اختبار استجابة 49 وكالات الطوارئ الغربية بنسلفانيا. في أبريل 2006 ، عملت وزارة الأمن الداخلي جنبًا إلى جنب مع خفر سواحل الولايات المتحدة لتطوير خطة استجابة للعبة كل النجوم لعام 2006. تم إجراء تمارين مماثلة على نهر أليغيني في عام 2007.

## مميزات خاصة

### لعب السطح والأبعاد
سطح الملعب في PNC Park هو Tuckahoe Bluegrass ، وهو مزيج من أنواع مختلفة من Kentucky Bluegrass. تم تركيبه قبل موسم 2009 ، وقد تم اختيار سطح العشب «لنسبه عالي الجودة والمثالي للمدن الشمالية مثل بيتسبرغ».  الأوساخ الأرضية عبارة عن خليط يُعرف باسم "Dura Edge Custom Pro Infield Mix" وقد تم تصميمه حصريًا لـ PNC Park.  18 قدم (5.5 م) مسار التحذير هو صخور الحمم البركانية المسحوقة.   إن نظام الصرف الموجود أسفل الحقل قادر على التعامل مع 14 بوصة (36 سـم) من المطر في الساعة. يتكون سطح اللعب الأصلي من عشب طبيعي قائم على الرمال ،  وتم استبداله قبل موسم 2006 .  خضع سطح اللعب أيضًا لتجديد كبير بعد موسم 2016. شمل تجديد 2016 التنقيب عن أعلى 3 بوصة (7.6 سـم) من تربة الجذور ، واستيراد مادة جذر ذات خصائص فيزيائية محسنة ، وحراثة عميقة ، وتصنيف بالليزر ، وتركيب بلوجراس جديد كنتاكي. كما تم حفر الجلد المغمور على عمق 4 بوصة (10 سـم) واستبداله بمزيج Dura Edge الجديد. على عكس معظم ملاعب الكرة ، يقع مخبأ PNC Park على طول الخط الأساسي الثالث بدلاً من الخط الأساسي الأول ؛ إعطاء الفريق المضيف إطلالة على أفق المدينة. يتراوح ارتفاع السياج الخارجي من 6 قدم (2 م) في الحقل الأيسر حتى 10 قدم (3 م) في المركز و 21 قدم (6 م) في المجال الصحيح ، تكريمًا للاعب القراصنة الأيمن روبرتو كليمنتي ، الذي ارتدى الرقم 21.  تتراوح المسافة من اللوحة الرئيسية إلى السياج الخارجي من 320 قدم (98 م) في الحقل الأيمن حتى 410 قدم (125 م) في الوسط الأيسر ؛ يقع السياج الميداني المركزي المباشر على 399 قدم (122 م) .  في أقرب نقطة له ، نهر أليغيني هو 443 قدم 4 بوصة (135.128 م) من اللوحة.   في 6 يوليو 2002 ، أصبح داريل وارد أول لاعب يضرب النهر «سريعًا». في 2 يونيو 2013 ، أصبح غاريت جونز ثاني لاعب ينجز هذا الإنجاز ، وكان أول قرصان يقوم بذلك. في 19 مايو 2015 ، أصبح بيدرو ألفاريز ، قائد فريق Pirates الأول ، هو الشخص الثالث الذي يقوم بذلك ، على الرغم من أن الكرة هبطت بالفعل في قارب على النهر وليس في الماء. في غضون أسبوعين (8 مايو و 22 مايو 2019) ، قام قائد فريق Pirates الأول جوش بيل برش المنزل الرابع والخامس مباشرة في نهر Allegheny ؛ يُقدر أن الأول قد سافر على ارتفاع يزيد عن 470 قدم (143 م) ، بينما سافر الثاني أكثر من 450 قدم (137 م) . أطول مسافة في تاريخ PNC Park كانت 484 قدم (148 م) ضرب إلى يسار الوسط بواسطة سامي سوسا في 12 أبريل 2002.

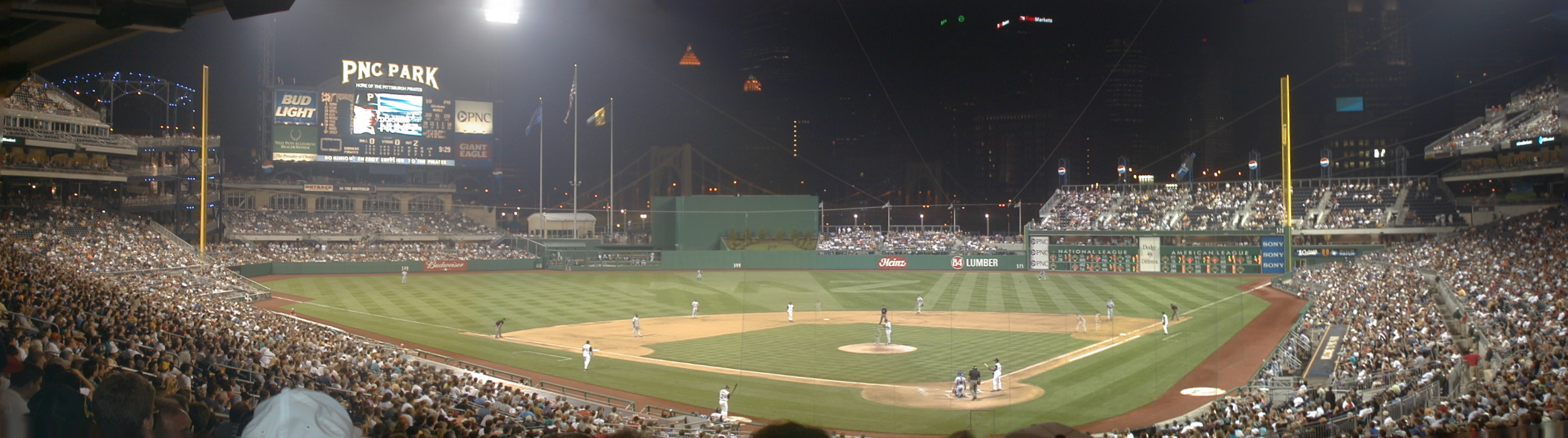
مباراة مسائية بين لوس أنجلوس دودجز و بيتسبرغ بايرتس أغسطس 2001

### أسعار المقاعد والحضور والتذاكر
خلال موسم الافتتاح ، كانت سعة مقاعد بي ان سي بارك  38496 وهو ثاني أصغر ملعب في الدوري الرئيسي (أصغرها هو فانواي بارك ).   تميل المقاعد بزاوية نحو الميدان ويتم خفض الممرات لمنح المتفرجين رؤية أفضل للميدان.  غالبية المقاعد (26000) في المستوى الأول ،  وأعلى مقعد في الملعب 88 قدم (27 م) فوق سطح اللعب.  على 51 قدم (16 م) ، يكون الخليط أقرب إلى المقاعد خلف لوحة المنزل منه إلى الإبريق. عند أقرب نقطة لهم ، يبلغ طول المقاعد على طول خطوط الأساس 45 قدم (14 م) من القواعد.  توفر القاعة المستديرة الفولاذية المكونة من أربعة مستويات وقسم أعلى لوحة النتائج خارج المدينة مساحة للوقوف فقط .  باستثناء أقسام المبيض ، توفر جميع المقاعد في الحديقة إطلالة على أفق مدينة بيتسبرغ. 
في موسم الافتتاح ، كانت أسعار تذاكر بي ان سي بارك تتراوح بين 9 دولارات و 35 دولارًا للقبول العام. واحد من فريقين فقط لم يقوموا بزيادة أسعار التذاكر لدخول موسم 2009 ، تم تصنيف بي ان سي بارك على أنه ثالث أرخص متوسط أسعار تذاكر في الدوري في عام 2009. على الرغم من زيادات الأسعار في موسم 2015 ، ظل متوسط سعر التذكرة في بي ان سي بارك في أدنى خمسة فرق بين فرق MLB. تراوح متوسط سعر تذكرة الملعب بين 15 دولارًا و 17 دولارًا من عام 2006 إلى عام 2013 (من بين أدنى الأسعار في دوري البيسبول الرئيسي) ، ثم ارتفع إلى 18.32 دولارًا في عام 2014 ، و 19.99 دولارًا في عام 2015 ، و 29.96 دولارًا في عام 2016.
في العقد الأول من الاستاد ، انخفض متوسط الحضور إلى أقل من 20.000 مشجعين في كل مباراة أربع مرات. قبل عام 2013 ، كان للبايرتس رقم قياسي واحد في الفوز منذ عام 1992. خلال عام 2004 ، تم بيع 5٪ من الألعاب التي تم لعبها في بي ان سي بارك. ارتفعت عمليات البيع في عامي 2012 و 2013 ؛ بعد ملء بي ان سي بارك مرة في عام 2012 ، لعب الفريق في 23 مباراة جماهيرية في 23 مباراة في عام 2013. في عام 2014 ، تجاوز متوسط الحضور علامة 30.000 لأول مرة منذ الموسم الافتتاحي لـ بي ان سي بارك في عام 2001 ، وظل أعلى من 30.000 في عام 2015 قبل أن ينخفض إلى 27.000 في عام 2016. 

### مطاعم

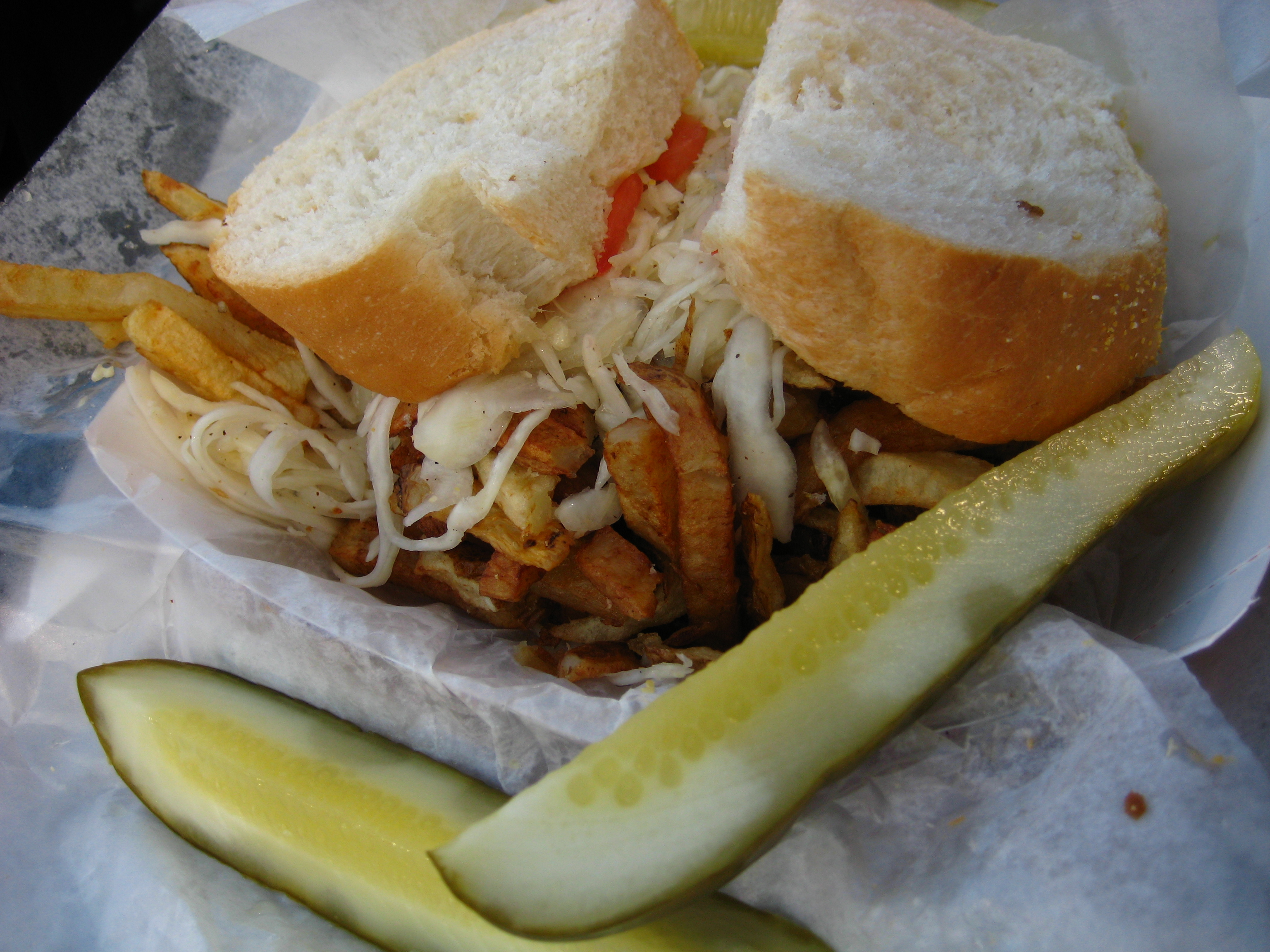
شطيرة تقليدية من بريمانتي براذرز

تتميز الردهة الرئيسية لتناول الطعام ، والمعروفة باسم «مذاقات بيتسبرغ» ،  بمجموعة واسعة من الخيارات بما في ذلك الأطعمة التقليدية في ملاعب كرة القدم ، والتخصصات المحلية ، والأطعمة الأكثر غرابة مثل السوشي. تشمل تخصصات مسقط رأس بيتسبرغ شطائر Primanti Brothers ، التي يتكون توقيعها من اللحم والجبن والبطاطا المقلية المقطعة يدويًا والطماطم وسلطة الملفوف بين شريحتين من الخبز الإيطالي.  تشمل المطاعم المحلية الأخرى السيدة. تي بيروجيس و كويكر ستيك ولوب و بيتزا اوغسطين و Benkovitz Seafood.  يقع Manny's BBQ خلف منطقة جلوس وسط الميدان ، ويقدم وجبات شواء متنوعة. تم تسميته على اسم صائد القراصنة السابق ماني سانغيلين ، المعروف بتوقيعه للتوقيعات للجماهير المنتظرة في الطابور.  لموسم 2008 ، أنشأ Pirates قسمًا كل ما يمكنك تناوله في الزاوية الميدانية اليمنى.  يُسمح للمعجبين الجالسين في القسم بـ «عدد غير محدود من النقانق والهامبرغر والناتشوز والسلطات والفشار والفول السوداني والآيس كريم والبوب» طوال اللعبة. بالإضافة إلى الطعام المقدم ، يتمتع المشجعون بحرية إحضار طعامهم إلى الملعب ، وهو أمر نادر بين ملاعب الدوري. 
في أول 13 عامًا ، باعت PNC Park منتجات بيبسي ، على عكس سابقتها ملعب ثري ريفرز ، التي باعت منتجات كوكاكولا ، بالإضافة إلى هينز فيلد و ميلون ارينا . في الحقل الصحيح ، تم عرض العديد من إصدارات بيبسي جلوب بالإضافة إلى زجاجة بيبسي على أعمدة كبيرة خلف المدرجات وتضاء في كل مرة يحرز البايرتس نقطة. في عام 2014 ، تحول القراصنة إلى كوكا كولا. تم تحويل لافتات بيبسي في الحقل الصحيح إلى إعلانات لشركة التأمين الصحي المحلية هاي مارك.
في عام 2016 ، أحدثت PNC Park أخبارًا من خلال طرحها "Cracker Jack & Mac Dog". كان الهوت دوج الذي يبلغ طوله القدمين مغطى بالمعكرونة والجبن وصلصة الكراميل المملحة ومخلل الهالبينو المقلي وجانب من الفشار المغطى بالكراميل. بدلاً من كعكة ، أيضا استخدم خبز نان لربط كل شيء معًا.

### المقاولون
كما هو الحال مع سابقتها ، فإن مزود خدمة الامتيازات في PNC Park هو أرامارك ،   في حين أن مناطق الجلوس المتميزة (The Lexus Club و PBC Level و Suites Level) تخدمها مطاعم ليفي. في مارس 2019 ، تم استبدال نادي لكزس بنادي هيونداي. سيتم التعامل مع خدمة الطعام من قبل أرامارك فيلادلفيا. استمرت الشراكة حتى موسم 2021.

## الوصول إلى وسائل النقل
يقع بي ان سي بارك عند المخرج 1B من الطريق السريع 279 وعلى بعد 1 ميل (1.6 كـم) من كل من الطريق السريع 376 والطريق السريع 579 . الحديقة مخدومة أيضًا من قبل محطة عبور الجانب الشمالي لنظام مترو أنفاق بيتسبرغ .

## مناخ
| مخطط المناخ PNC Park | مخطط المناخ PNC Park | مخطط المناخ PNC Park | مخطط المناخ PNC Park | مخطط المناخ PNC Park | مخطط المناخ PNC Park | مخطط المناخ PNC Park | مخطط المناخ PNC Park | مخطط المناخ PNC Park | مخطط المناخ PNC Park | مخطط المناخ PNC Park | مخطط المناخ PNC Park |
| --- | -------------------- | -------------------- | -------------------- | -------------------- | -------------------- | -------------------- | -------------------- | -------------------- | -------------------- | -------------------- | -------------------- |
| 01 | 02                   | 03                   | 04                   | 05                   | 06                   | 07                   | 08                   | 09                   | 10                   | 11                   | 12                   |
| 106 -1 -6 | 93 1 -8              | 92 12 0              | 96 24 7              | 118 25 10            | 138 29 16            | 172 29 18            | 135 29 21            | 81 26 14             | 106 19 8             | 68 11 2              | 126 1 -3             |
| متوسط درجة-الحرارة °س مجاميع الهطل مم |                      |                      |                      |                      |                      |                      |                      |                      |                      |                      |                      |
| بالوحدات الإنكليزية \| 01 \| 02 \| 03 \| 04 \| 05 \| 06 \| 07 \| 08 \| 09 \| 10 \| 11 \| 12 \| \| 4.2 30 21 \| 3.7 34 18 \| 3.6 54 32 \| 3.8 75 45 \| 4.6 77 50 \| 5.4 84 61 \| 6.8 84 64 \| 5.3 84 70 \| 3.2 79 57 \| 4.2 66 46 \| 2.7 52 36 \| 5 34 27 \| \| متوسط درجة-الحرارة °ف مجاميع الهطول ″ \| \| \| \| \| \| \| \| \| \| \| \| |                      |                      |                      |                      |                      |                      |                      |                      |                      |                      |                      |
| 01 | 02                   | 03                   | 04                   | 05                   | 06                   | 07                   | 08                   | 09                   | 10                   | 11                   | 12                   |
| 4.2 30 21 | 3.7 34 18            | 3.6 54 32            | 3.8 75 45            | 4.6 77 50            | 5.4 84 61            | 6.8 84 64            | 5.3 84 70            | 3.2 79 57            | 4.2 66 46            | 2.7 52 36            | 5 34 27              |
| متوسط درجة-الحرارة °ف مجاميع الهطول ″ |                      |                      |                      |                      |                      |                      |                      |                      |                      |                      |                      |

| 01                                    | 02        | 03        | 04        | 05        | 06        | 07        | 08        | 09        | 10        | 11        | 12      |
| 4.2 30 21                             | 3.7 34 18 | 3.6 54 32 | 3.8 75 45 | 4.6 77 50 | 5.4 84 61 | 6.8 84 64 | 5.3 84 70 | 3.2 79 57 | 4.2 66 46 | 2.7 52 36 | 5 34 27 |
| متوسط درجة-الحرارة °ف مجاميع الهطول ″ |           |           |           |           |           |           |           |           |           |           |         |

## روابط خارجية
- موقع الملعب على MLB.com

لم يتم العثور على روابط لمواقع التواصل الاجتماعي.